# Hans Stumpf (Fußballspieler)
Hans Stumpf (* 2. Februar 1919; † 24. Februar 2010) war ein deutscher Fußballtorwart. 
Er nahm im Jahr 1939 mit dem 1. FC Schweinfurt 05 an der Endrunde zur deutschen Fußballmeisterschaft teil.  

## Laufbahn
Sportlich aufgewachsen ist Stumpf bei der TG 48 Schweinfurt. Im Jahr 1936 schloss er sich dem lokal führenden 1. FC Schweinfurt 05 an, in dessen erster Mannschaft er 1938 an der Seite der WM-Teilnehmer und FIFA-Auswahlspieler Albin Kitzinger und Andreas „Ander“ Kupfer in der Gauliga Bayern debütierte. 
Im folgenden Jahr stand Stumpf im Tor des FC 05, als dieser in der Endrunde zur deutschen Fußballmeisterschaft gegen den Dresdner SC nur knapp die Qualifikationsspiele zum Halbfinale verpasste, und nahm in den Jahren 1939 und 1943 an den Spielen seiner Mannschaft im Tschammerpokal teil. Später nannte Stumpf das entscheidende Endrundenspiel gegen den Dresdner SC mit seinem Nationalspieler Helmut Schön „mein größtes sportliches Ereignis“.
Nach dem Zweiten Weltkrieg wechselte Stumpf im Jahr 1948 zum unterfränkischen Rivalen Würzburger Kickers, für den er bis 1955 insgesamt 290 Liga-Spiele absolvierte. 
Hans Stumpf wurde zweimal als Torwart in die Bayernauswahl berufen.

## Erfolge
- Meister der Gauliga Bayern: 1938/39
- Teilnahme an der Endrunde zur  deutschen Fußballmeisterschaft: 1939

## Nach der Karriere
Nach seiner sportlichen Karriere war Hans Stumpf beruflich in einer Schweinfurter Bank tätig und arbeitete auch als Fußball- und Faustball-Trainer bei der TG 48 Schweinfurt.